# Kratochvílova vila (Černošice)

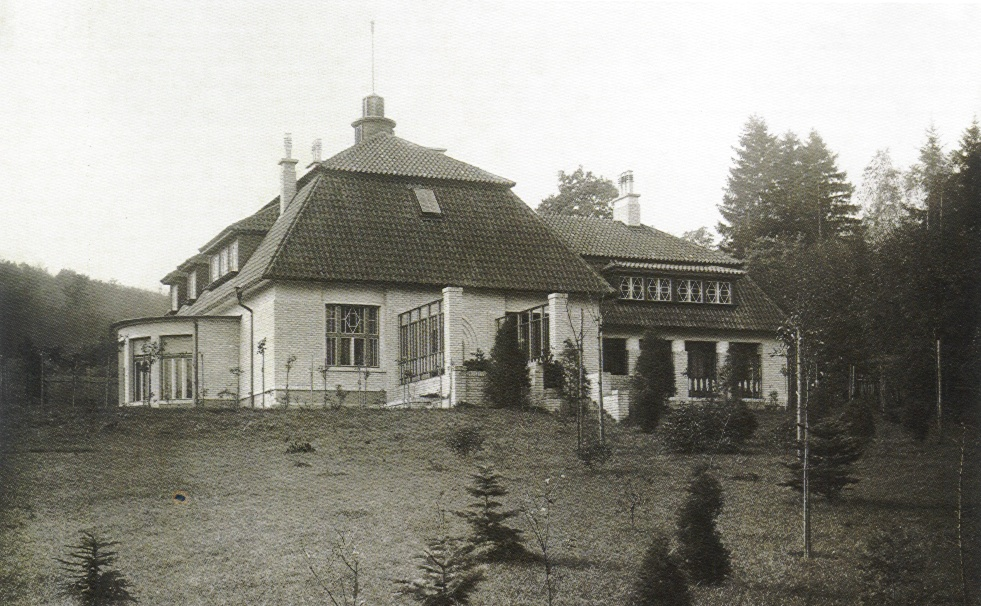
Kratochvílova vila, dobový pohled

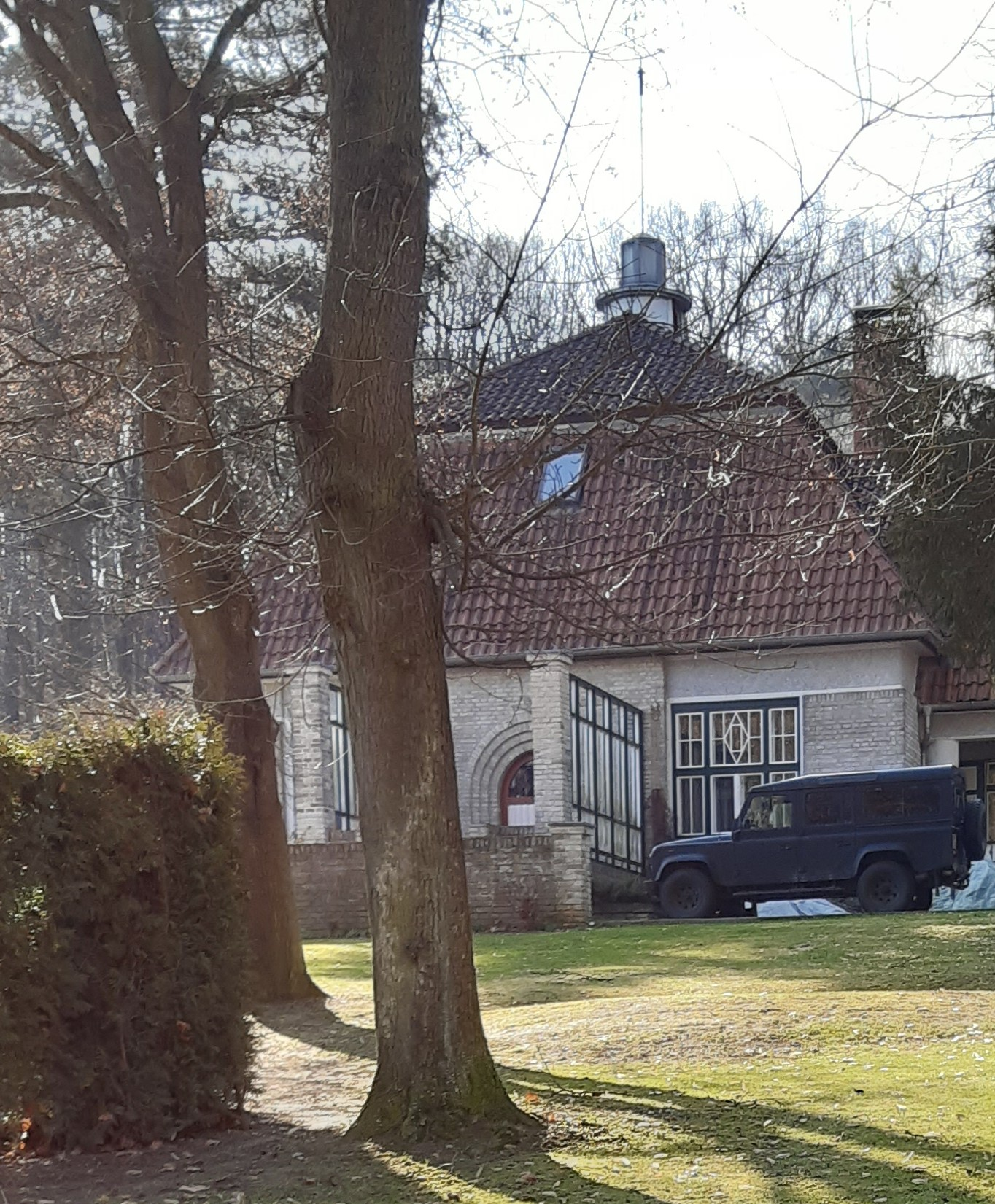
Pohled z Karlštejnské ulice

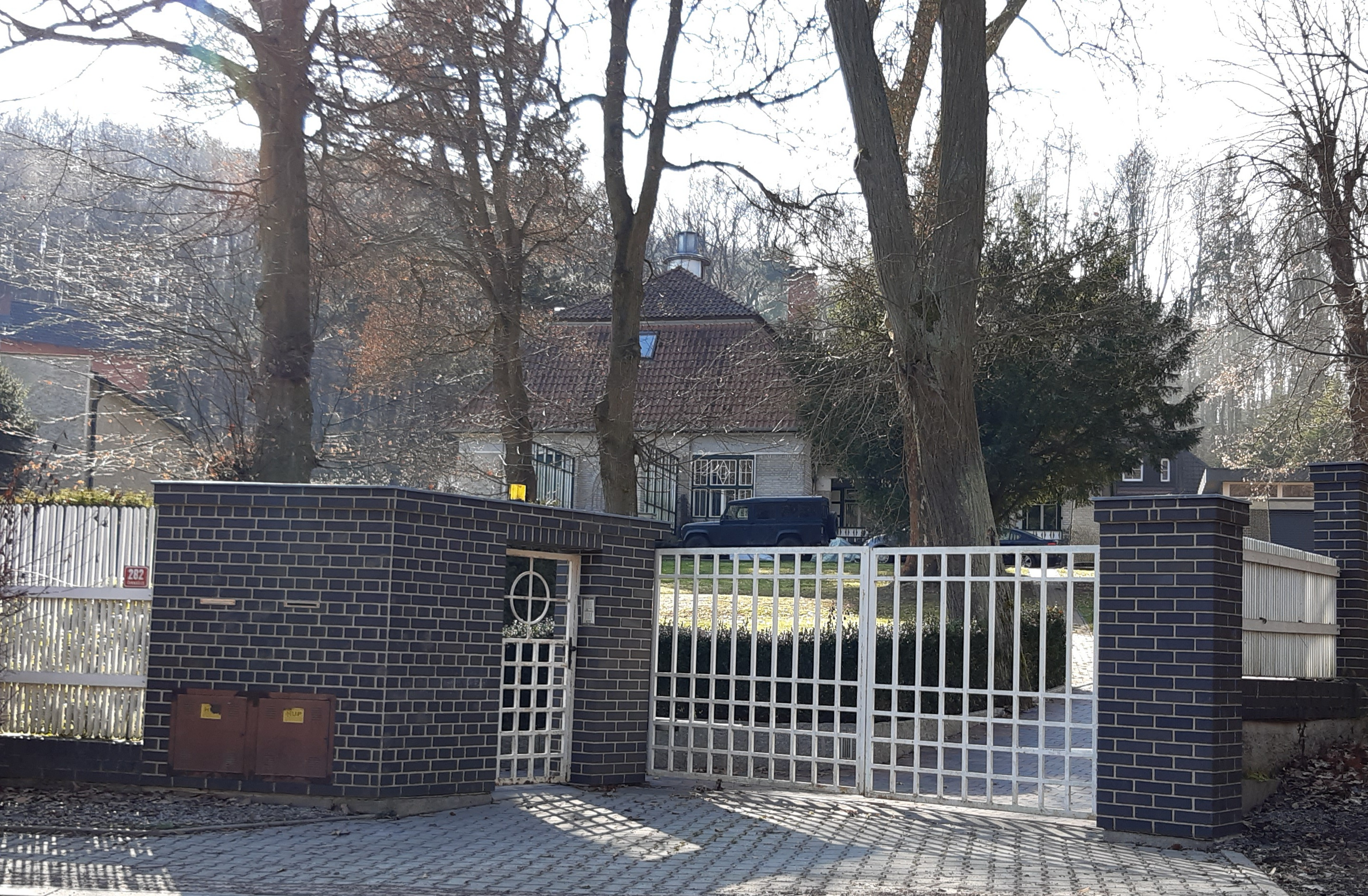
Vila, pohled z ulice

Kratochvílova vila je budova postavená v letech 1908–1909 podle projektu Jana Kotěry ve stylu tzv. geometrické moderny. Nachází se v Karlštejnské ulici (čp. 282) v Černošicích na kopci u lesa vysoko nad rezidenční obcí.

## Majitel a stavebník vily
Ing. Emil Kratochvíl (1847–1910), majitel a stavebník vily, byl ředitelem tehdejší Karlo-Emilovy huti, železáren v nedalekém Králově Dvoře u Berouna, na jehož stavebním rozvoji i na rozvoji nedalekých Počapel se podílel. Byl velkým mecenášem umělců a podporovatelem umění (podporoval finančně na studiích malíře Jana Preislera, rodáka z Počapel). Jeho vztah k umění a umělcům byl pravděpodobně důvodem, proč si jako architekta své vily v Černošicích vybral zakladatele moderní české architektury Jana Kotěru. Dům byl dokončen v letech 1908–1909 nedlouho před smrtí Emila Kratochvíla, takže si ho příliš dlouho neužil; vilu využíval v dalších letech jeho syn malíř, ilustrátor, grafik a vysokoškolský pedagog Zdeněk Kratochvíl (1883–1961) s rodinou.

## Architektura vily
Kratochvílova vila patří mezi nejvýznamnější a nejvýstavnější černošické vilové stavby. Byla postavena v letech 1908–1909 podle projektu Jana Kotěry a reprezentuje architektovu vrcholnou tvůrčí etapu ve stylu tzv. geometrické moderny. Vila byla dokončena v roce 1910 Josefem Jelínkem. Vídeňský vliv je prezentován především celkovým pojetím stavby v duchu neoklasicistního venkovského zámečku s mohutnou střechou a věžičkou.
V architektuře budovy byly propojeny „prvky anglické architektury s vídeňským neoklasicismem“. Na stavbu domu bylo použito režné zdivo. Současně byla stavba výrazně členěna apsidou, pilíři a vrcholovou věžičkou,
V interiéru je dominantní schodišťová hala, z niž se vychází v patře na terasu s dřevěným zábradlím. V patře vily je prosklený ateliér, ve kterém pro docílení světelnosti je použito dvojsklo.

## Interiéry
Vnitřní interiéry budovy se víceméně zachovaly, kromě schodišťové haly jsou původní i dveře a okna, na některých oknech i původní okenice. Vnitřní prostory jsou soustředěny kolem středové schodišťové haly.
Interiér byl kromě dřevěných prvků (především zábradlí) vyzdoben nástropní geometrickou malbou v tmavších odstínech. Ta je však v současnosti zcela zakryta.

## Současný stav
Koncem 20. století byla vila v dosti havarijním stavu. Současní majitelé zakoupili vilu v roce 1988 a byla jimi citlivě zrekonstruována. Objekt domu i s okolím je odborníky hodnocen vysoce, a proto se právem řadí mezi nejskvostnější architektonické stavby Černošic.
U vily bývala dříve podstatně větší zahrada a další domek (v němž byl byt kočího), který však pozdějšími úpravami natolik utrpěl, že již není památkově chráněn; je využíván k bytovým účelům.